# Pitthea rubriplaga
Pitthea rubriplaga là một loài bướm đêm trong họ Geometridae.